# ميلوس كرشكو
ميلوس كرشكو هو لاعب كرة قدم سلوفاكي في مركز الدفاع، ولد في 23 أكتوبر 1979 في كومارنو في سلوفاكيا. شارك مع منتخب سلوفاكيا تحت 21 سنة لكرة القدم. أما مع النوادي، فقد لعب مع زبرويوفكا برنو ونادي بانيك هورنا ونادي ترنتشين ونادي جيلينا ونادي دينامو تبليسي ونادي سلوفان براتيسلافا.

## وصلات خارجية
- ميلوس كرشكو على موقع الاتحاد الدولي (مؤرشف)  (الإنجليزية)
- ميلوس كرشكو على موقع قاعدة بيانات كرة القدم.إي يو (الإنجليزية)
- ميلوس كرشكو على موقع Soccerway.com (الإنجليزية)
- ميلوس كرشكو على موقع عالم كرة القدم.نت (الإنجليزية)
- ميلوس كرشكو على موقع أوليمبيديا (الإنجليزية)